# Resolution 665 des UN-Sicherheitsrates
Die Resolution 665 des UN-Sicherheitsrates ist eine Resolution, die der Sicherheitsrat der Vereinten Nationen am 25. August 1990 bei zwei Enthaltungen beschloss. Nachdem der Rat die vollständige und unverzügliche Umsetzung der Resolutionen 660, 661, 662 und 664 gefordert hatte, genehmigte er eine Marineblockade zur Durchsetzung des Embargos gegen den Irak nach der Invasion Kuwaits am 2. August 1990.
Am 6. August 1990, nach der irakischen Invasion in Kuwait, verabschiedete der Sicherheitsrat die Resolution 661 (1990), mit der Wirtschaftssanktionen gegen Irak verhängt wurden, die ein vollständiges Handelsembargo vorsehen, mit Ausnahme von medizinischen Hilfsgütern, Lebensmitteln und anderen Gegenständen von humanitärer Notwendigkeit, die vom Sanktionsausschuss des Sicherheitsrates festzulegen sind. Nach der Genehmigung der Marineblockade ersuchte der Rat die Mitgliedstaaten, untereinander und mit dem Generalstabsausschuss zusammenzuarbeiten, um die Einhaltung der Bestimmungen der Resolution 661 (1990) sicherzustellen. Er ersuchte ferner den Generalsekretär, dem Rat über die Entwicklung der Situation Bericht zu erstatten.
Die Resolution 665 wurde mit 13 zu keiner Stimme angenommen, bei zwei Enthaltungen von Kuba und Jemen. Er hat es vermieden, sich auf die Befugnisse und Zuständigkeiten des Rates nach Artikel 42 Kapitel VII zu berufen, was die Blockade rechtlich durchsetzbar machen würde.

## Externe Quellen
- Text der Resolution auf undocs.org